# Pavese (territorio)

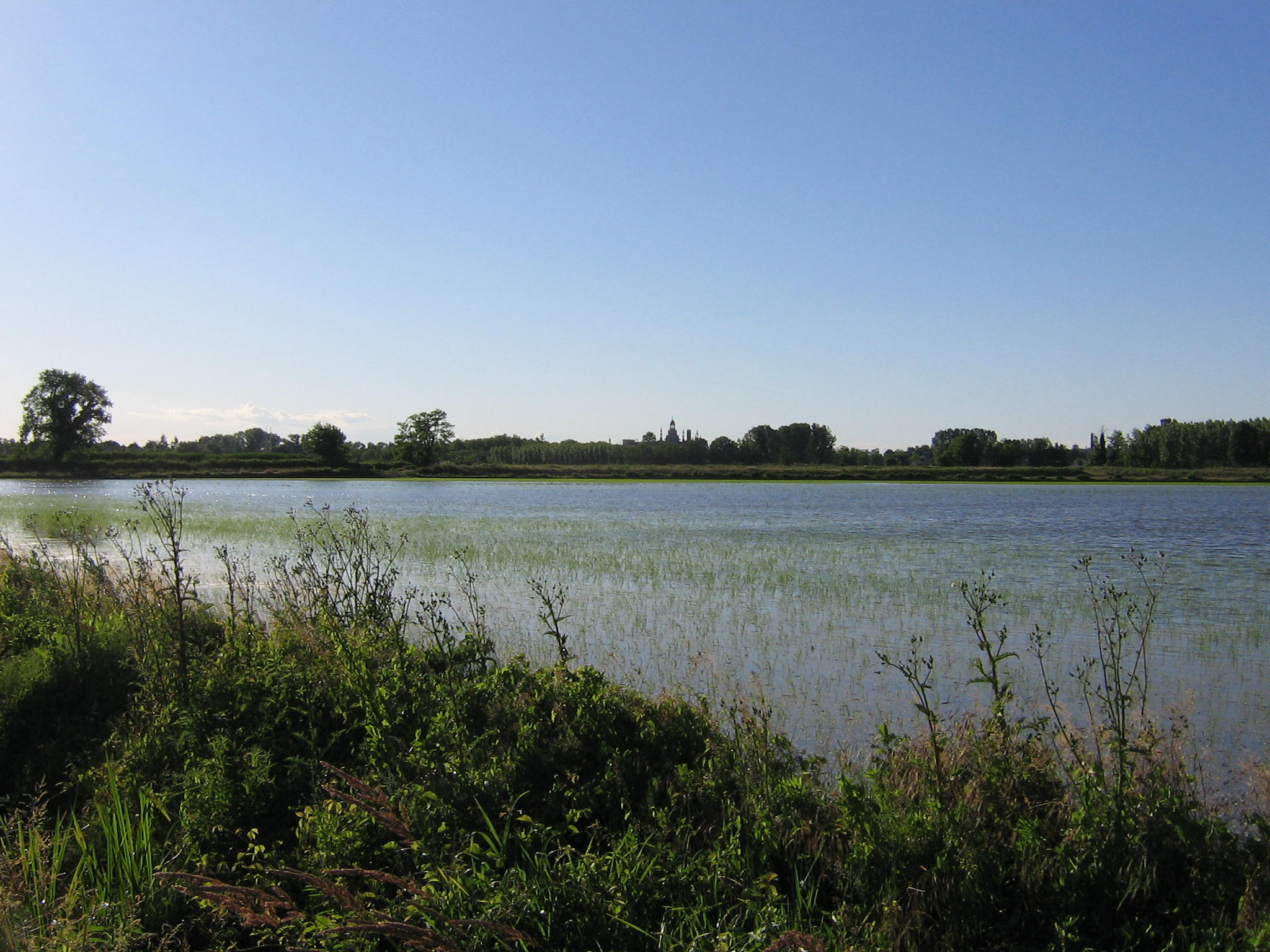
Tipico paesaggio primaverile del Pavese.

Il Pavese (Pavees in dialetto pavese) corrisponde a una delle tre principali aree in cui si suole suddividere la provincia di Pavia, oltre  alla Lomellina e all'Oltrepò Pavese. Il territorio in questione, comprendente i comuni più prossimi a Pavia, è situato a nord del Po e prevalentemente a est del Ticino.
La zona è interamente pianeggiante, eccetto un breve tratto che fa parte del Colle di San Colombano al Lambro. È attraversata dal corso inferiore dell'Olona, dal Lambro meridionale, dal Naviglio Pavese, dal Naviglio di Bereguardo e da numerose rogge.
Oltre alla città di Pavia, comprende la Campagna Pavese, tradizionalmente divisa in Campagna Soprana (a nord della città) e Campagna Sottana (a est) (vedi Provincia di Pavia). Vi risiedono circa 189 394 abitanti.
Tendenzialmente il Siccomario, piccola regione a ovest del Ticino, potrebbe essere considerata parte del Pavese per la prossimità a Pavia, sebbene da un punto di vista geografico faccia parte della Lomellina. Inoltre, per il catasto di Maria Teresa d'Austria era ascritto all'Oltrepò Pavese.

## Comuni
Comuni della Campagna Soprana (compresi il Parco Visconteo e il Vicariato di Settimo)
- Battuda
- Bereguardo
- Borgarello (nel Parco Visconteo)
- Bornasco (nel Vicariato di Settimo)
- Carbonara Al Ticino (anche lui come Villanova d'Ardenghi si trova vicino la zona della Lomellina, ma anch'esso facente parte del Pavese di De Facto)
- Casorate Primo
- Certosa di Pavia (in parte nel Parco Visconteo)
- Giussago
- Marcignago
- Rognano
- San Genesio ed Uniti
- Torre d'Isola
- Trivolzio
- Trovo
- Vellezzo Bellini
- Villanova d'Ardenghi (primo paese del Pavese al confine con la lomellina)
- Zeccone (nel Vicariato di Settimo)
- inoltre la frazione Mirabello di Pavia (nel Parco Visconteo)

Comuni della Campagna Sottana
- Albuzzano
- Badia Pavese
- Belgioioso
- Ceranova
- Chignolo Po
- Copiano
- Corteolona
- Costa de' Nobili
- Cura Carpignano
- Filighera
- Genzone
- Gerenzago
- Inverno e Monteleone
- Lardirago
- Linarolo
- Magherno
- Marzano
- Miradolo Terme
- Monticelli Pavese (già piacentino)
- Pieve Porto Morone
- Roncaro
- Santa Cristina e Bissone
- Sant'Alessio con Vialone
- San Zenone al Po
- Spessa
- Torre d'Arese
- Torre de' Negri
- Valle Salimbene
- Villanterio
- Vistarino
- Zerbo
- inoltre le frazioni Fossarmato e Ca' della Terra di Pavia.

Comuni già appartenenti alla pieve milanese di San Giuliano
- Bascapè
- Landriano
- Torrevecchia Pia

Comuni già appartenenti al Vicariato di Binasco (milanese)
- Siziano
- Vidigulfo